# Bürgerspital (Wien)
Das ab dem 16. Jahrhundert entstandene Wiener Bürgerspital am Schweinemarkt war ein großer Gebäudekomplex, der sich nördlich des heutigen Albertinaplatzes (früher: Spitalplatz) vom heutigen Lobkowitzplatz (früher: Schweinemarkt) bis zur Kärntner Straße erstreckte.

## Geschichte
Das mittelalterliche Bürgerspital vor dem Kärntner Tor, das im Laufe der Jahrhunderte durch Schenkungen und Vermächtnisse zu einem stattlichen Gebäudekomplex herangewachsen war, musste 1529 angesichts der drohenden Türkenbelagerung aus strategischen Gründen abgerissen werden. Die Insassen wurden in das praktisch leer stehende Clara-Kloster der Klarissen am Schweinemarkt verlegt, dessen Bewohnerinnen zumeist vor der drohenden Kriegsgefahr geflohen waren. 1530, nach erfolgreich überstandener Belagerung, schenkte Erzherzog Ferdinand der Stadt Wien das Nonnenkloster, die es zu Spitalszwecken und als Versorgungsheim widmete. Der Komplex wurde schrittweise erweitert und aufgestockt. Er beherbergte bis zu 3000 Personen. Zuletzt stand der Klinik der Arzt Joseph Ludwig Ritter von Schreibers vor.
Zwischen 1783 und 1790 wurde aus dem Komplex ein Zinshaus mit 10 Höfen, 20 Stiegen und 220 Wohnungen, in denen dann u. a. auch zahlreiche Künstler des Kärntnertortheaters wohnten. Die früheren Bewohner wurden ins Versorgungshaus Sankt Marx, die Waisenkinder in das Waisenhaus am Rennweg abgesiedelt. Die bedeutenden Erträgnisse des Bürgerspital-Zinshauses kamen dem Bürgerspitalfonds zugute.

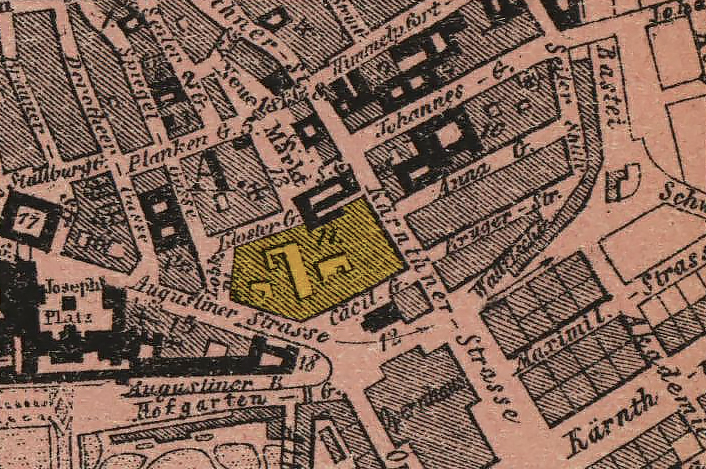
Lage gemäß Orientirungs-Plan (sic!) aus 1867

Im Dezember 1873 begann der mit Abrissarbeiten verbundene Umbau des Bürgerspitals, in dessen Rahmen die Cäciliengasse aufgelassen, das 1861 (durch die am 24. Juli 1861 verstorbene Cäcilia Kunz) an die Stadt Wien gekommene Maria und Cäcilia Kunz’s Stiftungshaus (alt: 1040 Komödiengasse, neu: Cäciliengasse 4) eingelöst und die Maysedergasse (als Verlängerung der Krugerstraße) angelegt wurde.
Bis 1883 wurde der gesamte Komplex samt Kirche durch die Allgemeine österreichische Baugesellschaft (heute Porr) abgetragen und durch gründerzeitliche Neubauten wie den Kärntner Hof, den Philipphof und das Gebäude der Riunione Adriatica ersetzt.

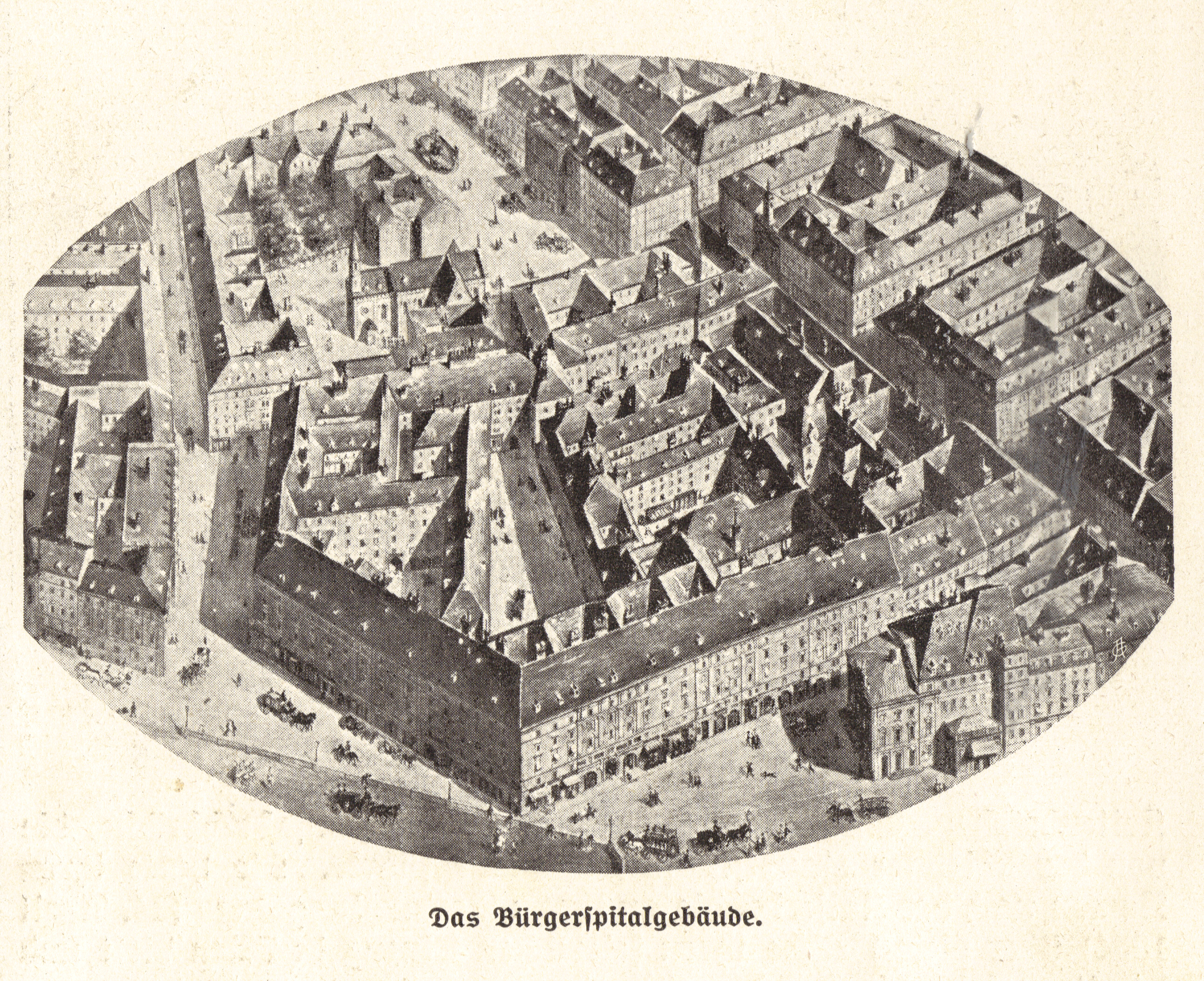
Bürgerspital um 1865, Fotografie eines Aquarells von Emil Hütter, links das Palais Lobkowitz, oben Kapuzinerkirche und Neuer Markt, unten heutiger Albertinaplatz
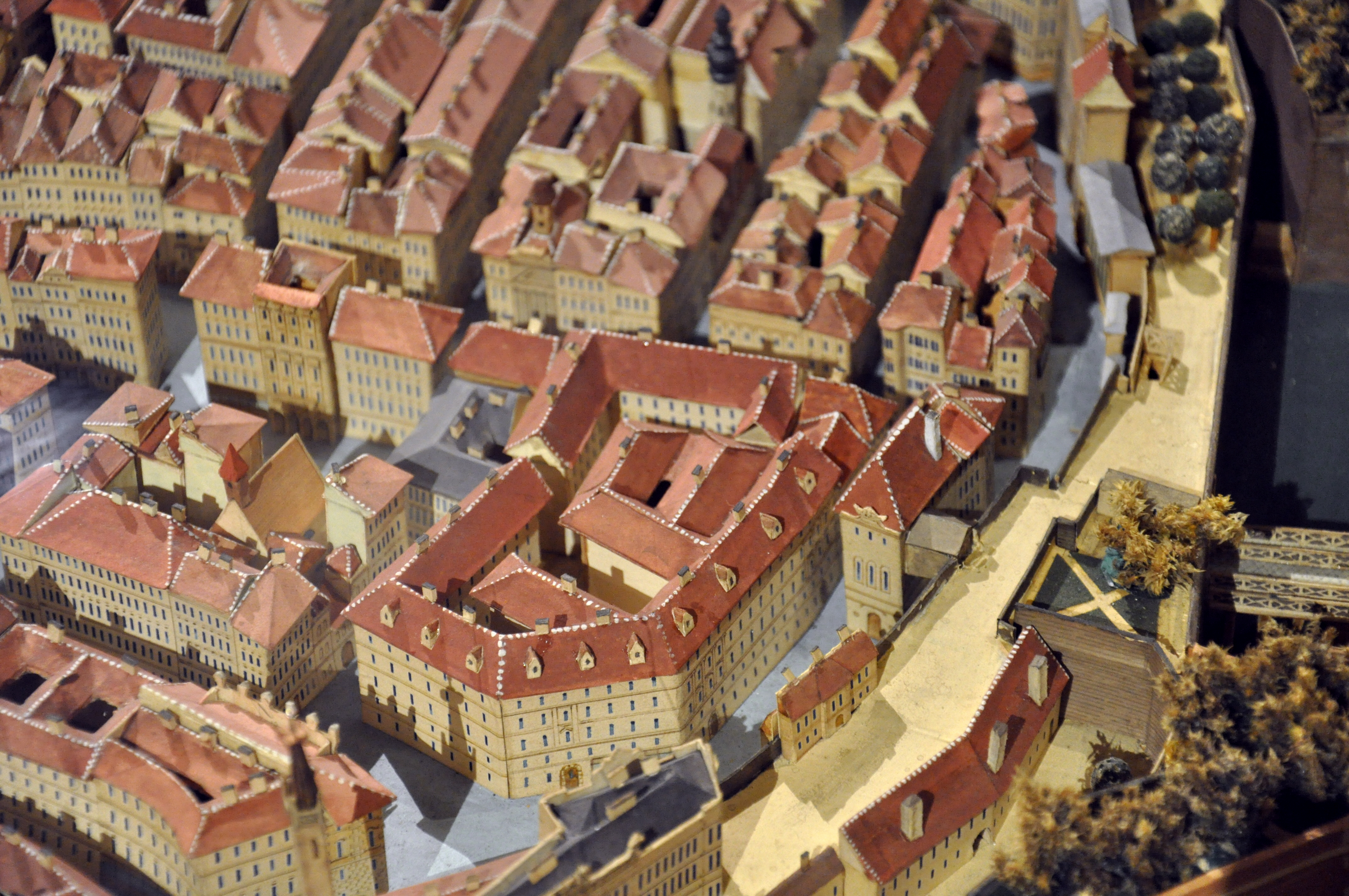
Lage des Bürgerspitals (Bildmitte), rechts davon das Kärntnertortheater und die Kärntnertore
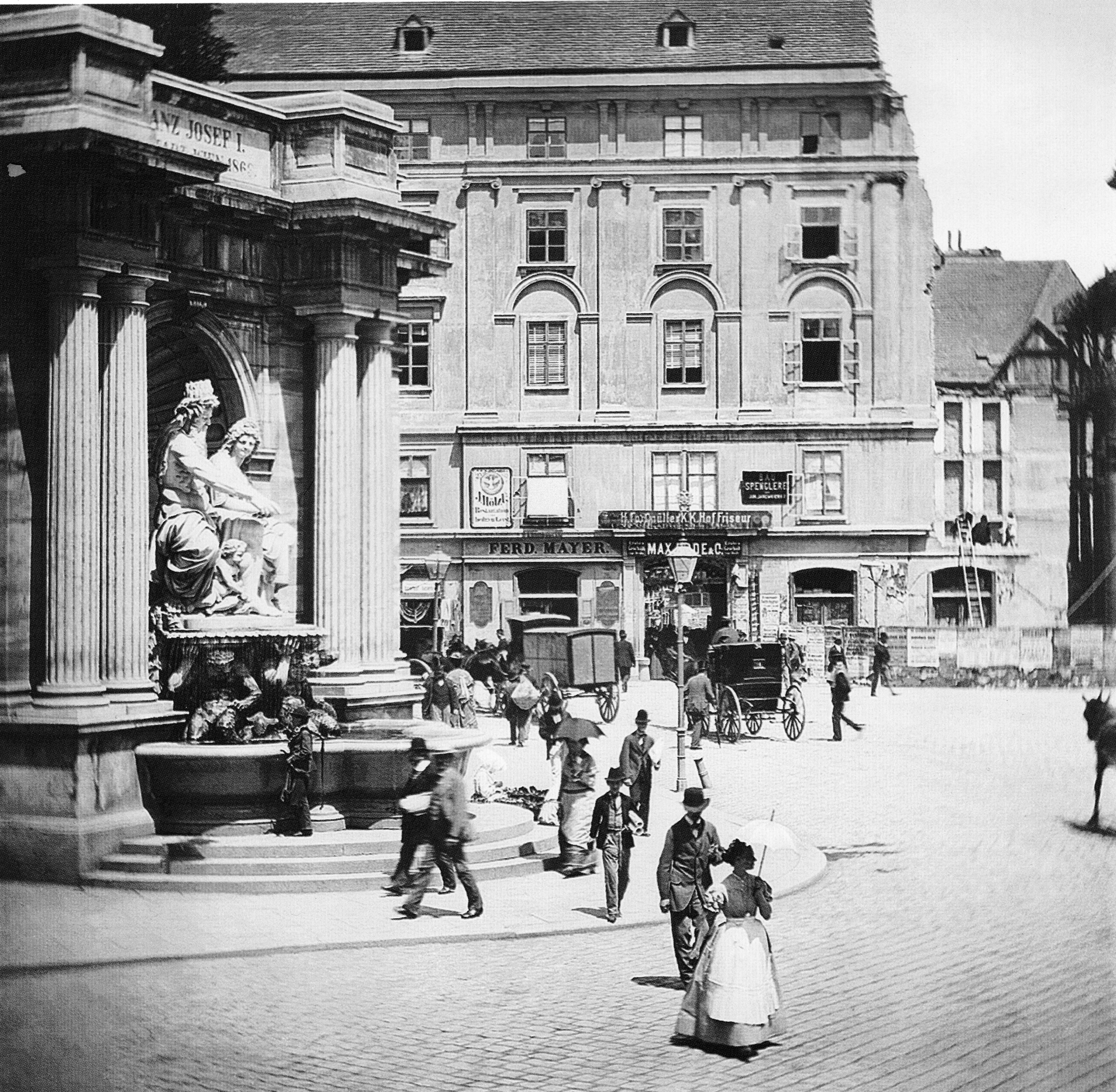
Beginnender Abriss am damaligen Albrechtsplatz, um 1880, links der Albrechtsbrunnen